# Roger Quilter

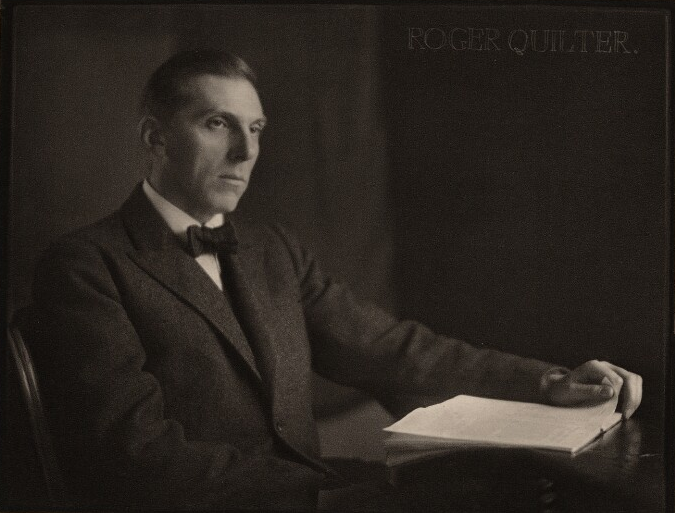
Roger Quilter ca. 1922

Roger (Cuthbert) Quilter (Hove (Engeland), 1 november 1877 – Londen, 21 september 1953) was een Brits componist. Hij was het derde van totaal zeven kinderen van Sir William Cuthbert Quilters, een welgestelde zakenman (onder andere in 1881 oprichter van de "National Telephone Company"), later een baronet, en kunstverzamelaar.

## Levensloop
Quilter werd opgeleid aan het Eton College. In 1893 startte hij met zijn muziekstudies aan Dr. Hoch’s Konservatorium te Frankfurt am Main bij Iwan Knorr en Ernst Engesser. Medestudenten waren onder anderen Percy Aldridge Grainger, Cyril Scott en Henry Balfour Gardiner, die toen een zogenoemd "Frankfurt Group" vormden. In 1898 ging hij naar Engeland terug en in 1900 werden zijn Four Songs of the Sea, opus 1 uitgevoerd. Zijn reputatie in het Verenigd Koninkrijk is vooral gebaseerd op zijn liederen en zijn lichte muziek, zoals zijn Children's Overture voor orkest. Hij werd als invloedrijke persoon gezien die meerdere Britse componisten beïnvloed heeft, onder anderen ook Peter Warlock.
Quilter werkte succesrijk met de tenor Gervase Elwes samen tot diens overlijden in 1921. Om gezondheidsredenen van de militaire dienst bevrijd, organiseerde hij tijdens de Eerste Wereldoorlog concertreeksen in ziekenhuizen, waar hij zelf als liederenbegeleider bezig was. Hij schreef meer dan 100 liederen, die soms tot de Canon of English art song behoren en die zelfs tegenwoordig nog altijd gezongen worden. Tot zijn bekendste liederen behoren onder anderen Love's Philosophy, Come Away Death, Weep You No More, By the Sea en zijn inrichting van O Mistress Mine. Tot zijn vroegere werken behoort de zetting van de gedichtenreeks "Now Sleeps the Crimson Petal" van Tennyson.
Omdat hij homoseksueel was, had hij soms met maatschappelijke druk te vechten. Het wordt niet uitgesloten, dat de uiteenzetting de maatschappelijke vooroordelen van zijn seksuele oriëntering samen met psychische uiteenzetting over de dood van zijn neef Arnold Vivian zijn psychische aandoening begunstigde. Zijn stoffelijke resten zijn begraven in de St. Mary' s Church in Bawdsey graafschap Suffolk.

## Composities

### Werken voor orkest
- 1911 Suite uit de toneelmuziek tot "Where the Rainbow Ends", voor orkest
- 1919 A Children's Overture, voor orkest, op. 17
- 1920 As You Like It, voor kamerorkest, op. 21
  1. Shepherd's Holiday
  2. Evening In The Forest
  3. Merry Pranks
  4. Country Dance
- 1934 Non Nobis Domine, voor gemengd koor en orkest
- 1941 Freedom, voor gemengd koor en orkest
- Country Pieces, voor orkest, op. 27
  1. Shepherd Song
  2. Goblins
  3. Forest Lullaby
  4. Pipe and Tabor
- Love Calls through the Summer Night, uit de opera "Julia", voor orkest
- The Rake, voor orkest
  1. Dance at the Feast
  2. The Light-Hearted Lady
  3. The Frolicsome Friend
  4. Allurement
  5. Midnight Revels
- Where The Rainbow End, voor orkest
  1.     1. Rainbow Land
    2. Will O' the Wisp

  2. Rosamund
  3. Fairy Frolic
  4. Goblin Forest

### Werken voor harmonieorkest
- 1911 Three English Dances, voor harmonieorkest, op. 11
  1. Allegro giocoso
  2. Allegro scherzando
  3. Allegro ma non troppo ma con spirito
- 1934 Non nobis domine - tekst: Rudyard Kipling
- 1942 Freedom, voor gemengd koor en harmonieorkest
- A Children's Overture

### Muziektheater

#### Opera's
| Voltooid in | titel                           | aktes | première                                                | libretto |
| ----------- | ------------------------------- | ----- | ------------------------------------------------------- | -------- |
| 1936        | Julia rev. als: Love at the Inn |       | december 1936, Londen, Royal Opera House, Covent Garden |          |

#### Toneelmuziek
- 1911 Where the Rainbow Ends - tekst: Clifford Mills en John Ramsey

### Werken voor koor
- To Daffodils, voor gemengd koor

### Liederen
- 1900 Four Songs of the Sea, voor zangstem en piano, op. 1
- 1904-1905 Three Songs, voor zangstem en piano, op. 3
  1. Love's philosophy
  2. Now Sleeps The Crimson Petal
  3. Fill a Glass with Golden Wine
- 1905 Three Shakespeare Songs, voor zangstem en piano (of orkest), op. 6
  1. Come Away, Death
  2. O Mistress Mine
  3. Blow, Blow, Thou Winter Wind
- 1905 To Julia, zangcyclus voor zangstem (tenor) en piano, op. 8 - tekst: Robert Herrick
- 1908 Seven Elizabethan Lyrics, voor zangstem en piano, op. 12
  1. Weep You No More - tekst: uit de 16e eeuw
  2. My Life's Delight - tekst: Thomas Campion
  3. Damask Roses
  4. The Faithless Shepherdess
  5. Brown Is My Love
  6. By A Fountainside - tekst: Ben Jonson
  7. Fair House Of Joy
- 1910 Four Songs, voor zangstem en piano, op. 14
  1. Autumn Evening - tekst: Arthur Maquarie
  2. April - tekst: Sir William Watson
  3. A last Year's Rose - tekst: William Ernest Henley
  4. Song of the blackbird - tekst: William Ernest Henley
- 1916 Two September Songs, voor zangstem en piano, op. 18 - tekst: Mary Coleridge
  1. Through the sunny garden
  2. The valley and the hill
- 1947 The Arnold Book of Old Songs, voor zangstem en piano
  1. Drink to me only with thine eyes - tekst: Ben Jonson naar Lucius Flavius Philostratus
  2. Over the mountains
  3. My Lady Greensleeves - tekst: John Irvine
  4. Believe me, if all those endearing young charms - tekst: Thomas Moore
  5. Oh! 'tis sweet to think - tekst: Thomas Moore
  6. Ye banks and braes - tekst: Robert Burns
  7. Charlie is my darling
  8. Ca' the yowes to the knowes - tekst: Robert Burns
  9. Le pauvre laboureur (The Man Behind the Plough)
  10. L'amour de moi (My Lady's Garden)
  11. Joli mois de mai (Pretty month of May)
  12. The Jolly Miller
  13. Barbara Allen
  14. Three Poor Mariners
  15. Since first I saw your face
  16. The Ash Grove
- Come Lady-Day, voor zangstem en piano
- Five English Love Lyrics, zangcyclus voor zangstem en piano, op. 24
  1. There be none of Beauty's daughters - tekst: George Gordon Noel Byron
  2. Go, lovely rose - tekst: Edmund Waller
- Five Jacobean Lyrics
- Five Shakespeare Songs, voor zangstem en piano, op. 23
  1. Fear no more the heat of the sun
  2. Under the greenwood tree
  3. It was a lover and his lass
  4. Take O take those lips away
  5. Hey ho the wind and the rain
- Four Child Songs, voor zangstem en piano, op. 5 - tekst: Robert Louis Stevenson
  1. A Good Child
  2. The Lamplighter
  3. Where Go The Boats?
  4. Foreign children
- Four Shakespeare Songs, voor zangstem en piano, op. 30
  1. Who Is Sylvia?
  2. When Daffodils Begin To Peer
  3. How Should I Your True Love Know?
  4. Sigh No More, Ladies
- Four Songs Of Mirza Scaffy (Mirzə Şəfi Vazeh), voor zangstem en piano, op. 2 - tekst: Friedrich Martin von Bodenstedt naar Mirzə Şəfi Vazeh
  1. Neig' shon' Knospe Dich zu dir
  2. Und was die Sonne glüht
  3. Ich fühle Deinen Odem
  4. Die helle Sonne leuchtet
- I Arise from Dreams of Thee, voor zangstem en piano, op. 29
- Love calls through the summer night, voor 2 zangstemmen en piano
- Songs, voor zangstem en piano, op. 15
  1. Amaryllis at the Fountain in G groot
- Songs of Sorrow, voor zangstem en piano, op. 10 - tekst: Ernest Dowson
  1. A coronal
  2. Passing dreams
  3. A Land Of Silence
  4. In spring
- Three Pastoral Songs, voor zangstem en piano trio, op. 22 - tekst: Joseph Campbell
  1. I will go with my father a-ploughing
  2. Cherry valley
  3. I wish and I wish
- Three Songs of William Blake, voor zangstem en piano, op.20
  1. Dream Valley
  2. The wild flower's song
- To a Harebell by a Graveside, voor zangstem en piano
- Two Shakespeare Songs, voor zangstem en piano, op. 32
  1. Orpheus With His Lute
  2. When icicles hang

### Kamermuziek
- 1920 Two old English tunes, voor viool, cello en piano
- 1929 Fairy Frolic, voor piano trio
- Three Poor Mariners, voor piano trio

### Werken voor piano
- Three English Dances, voor twee piano's
- Three Studies, op. 4